# Tróndur Patursson

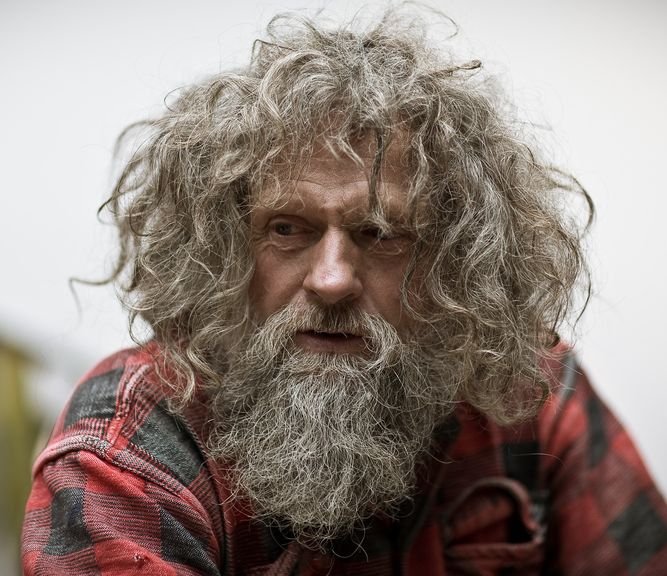
Patursson in februari 2010

Tróndur Patursson (Kirkjubøur, 1 maart 1944) is een Faeröers tekenaar, beeldhouwer, glasartiest en avonturier. Patursson heeft een kunstopleiding gedaan in Noorwegen. Patursson staat vooral bekend om zijn glassculpturen en gebrandschilderd glas. Er zijn verschillende kunstwerken uit zijn oeuvre afgebeeld op postzegels van de Faeröer.
In 2013 heeft Patursson een tentoonstelling gegeven in het John F. Kennedy Center for the Performing Arts. De opstelling genaamd 'Migration' was onderdeel van de Nordic Cool 2013.